# Confédération bénédictine

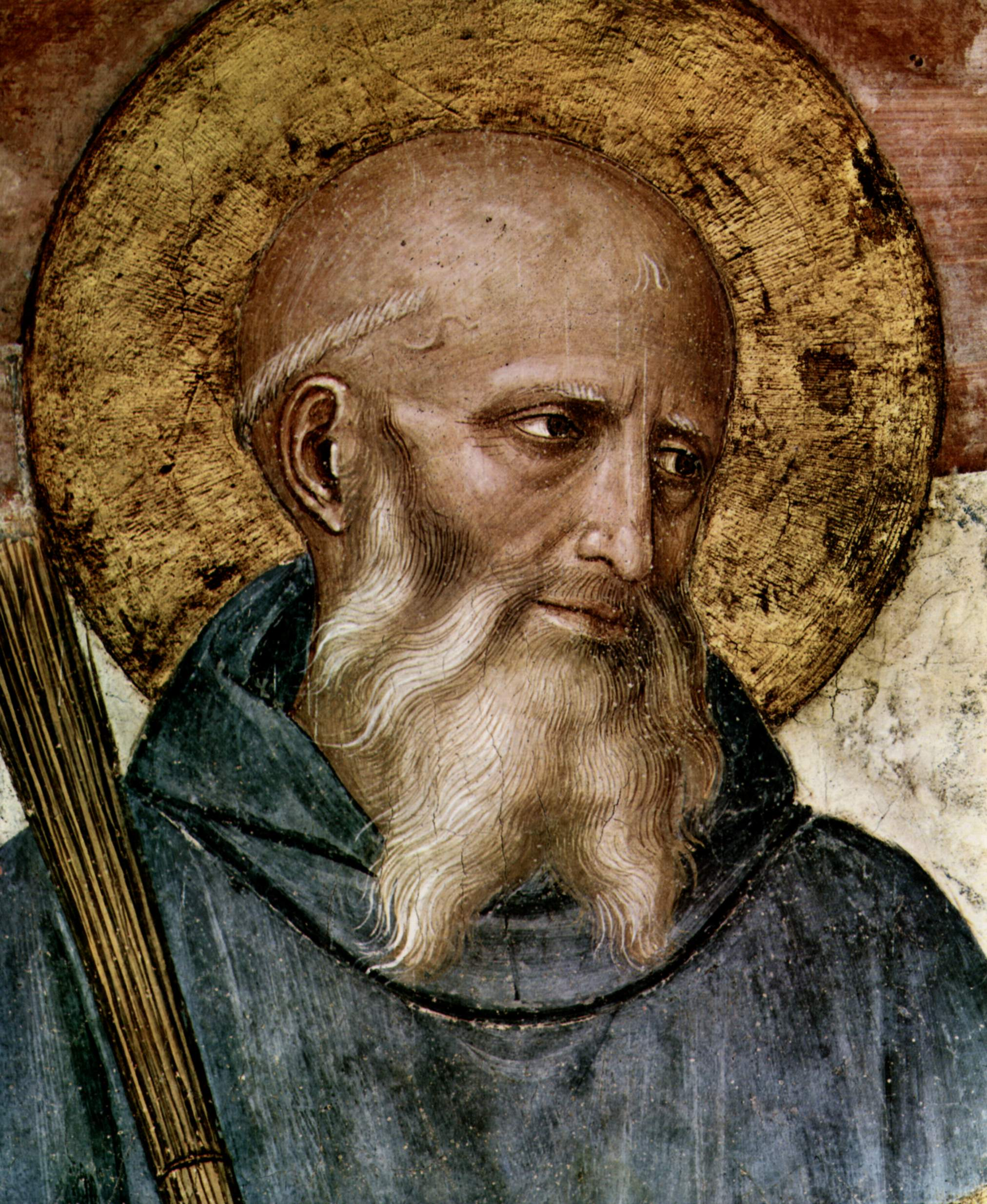
Saint Benoît par Fra Angelico.

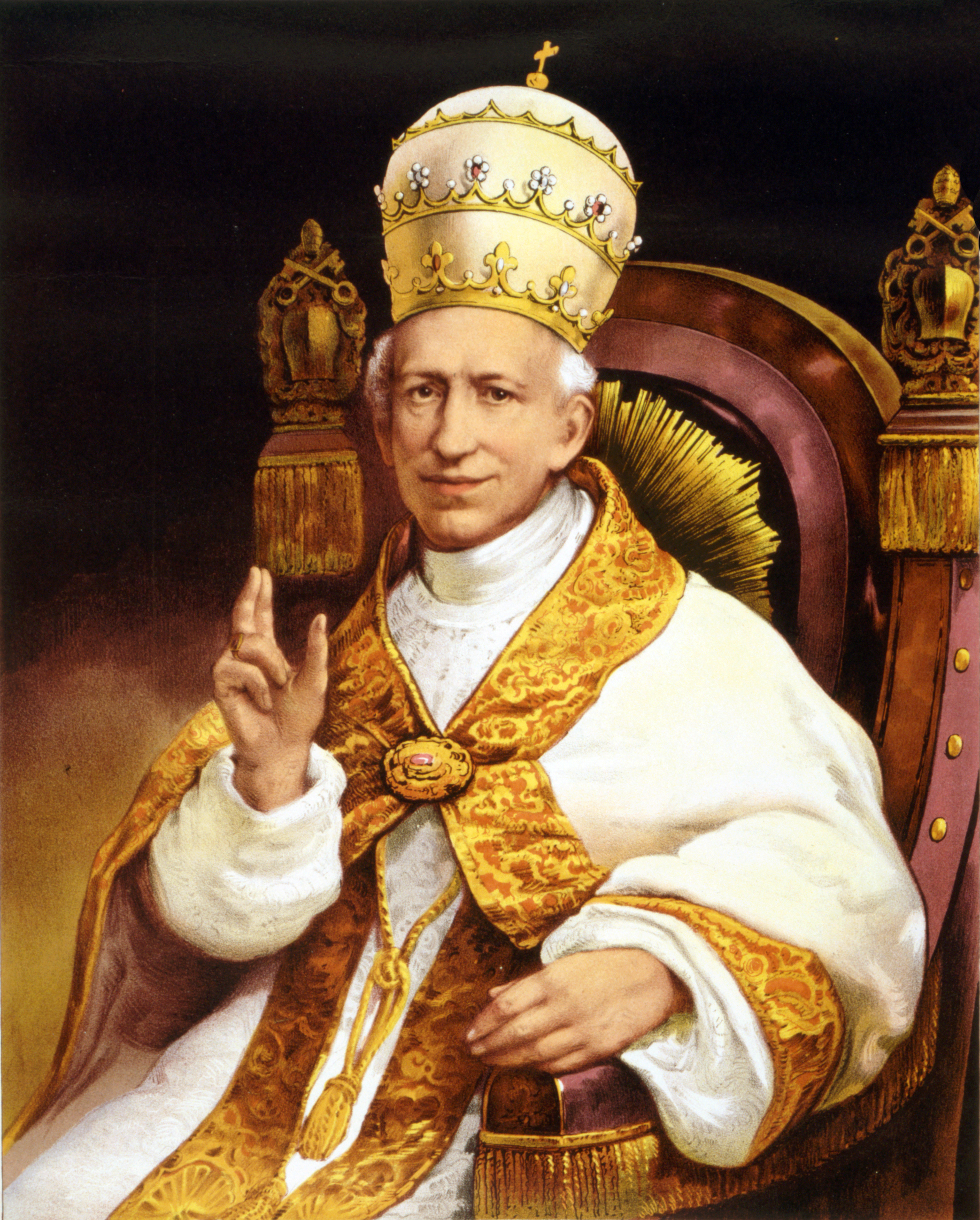
Léon XIII.

La confédération bénédictine (en latin Confœderatio Benedictina Ordinis Sancti Benedicti) a été formée le 12 juillet 1893 par le bref apostolique Summum semper de Léon XIII. C'est une union d'abbayes et de maisons bénédictines autonomes. Son abbaye primatiale est Saint-Anselme à Rome qui dirige l'athénée pontifical Saint-Anselme et le collège du même nom.
En 2005, on dénombrait dans le monde environ 8 000 bénédictins répartis dans 435 monastères ou prieurés formant 21 congrégations, 16 000 moniales et sœurs dans 840 abbayes ou maisons formant 61 congrégations. Son abbé-primat est Jeremias Schröder depuis 2024.

## Organisation
Chacune des 21 congrégations bénédictines élit son abbé-général ; ces derniers se réunissent annuellement en un synode. De plus les abbés-généraux se réunissent tous les quatre ans lors d'un congrès des abbés qui comprend tous les abbés et les prieurs conventuels des maisons de chaque congrégation. Ce congrès élit l'abbé-primat qui dirige la confédération bénédictine. L'abbé-primat, élu pour quatre ans, réside à Saint-Anselme.
Les communautés féminines sont réunies dans soixante-et-une congrégations et fédérations, associées à la confédération, sans en être membres à part entière. Elles appartiennent à la Communio Internationalis Benedictinarum et sont près de 16 000.
De plus, il existe quatorze communautés hors congrégation (extra congregationes), dépendant directement de l'abbé-primat, comme l'abbaye de Chevetogne ou l'abbaye de la Dormition de Jérusalem. Enfin, deux abbayes dépendent directement du Saint-Siège : Sainte-Madeleine du Barroux et Sainte-Marie de La Garde.
La congrégation bénédictine de Haute-Souabe, fondée le 14 août 1603, a été dissoute en 1802-1803, après que les abbayes ont été sécularisées par Joseph II en 1782, puis par le recès d'Empire de 1803.

## Liste des congrégations
La primauté d'honneur est donnée à la congrégation du Mont-Cassin, origine de la première abbaye fondée par saint Benoît au VIe siècle.
- Congrégation du Mont-Cassin (it) (1504 ; unie à la congrégation de Subiaco (it) en 2013, pour former celle de Subiaco Mont-Cassin) ;
- Congrégation bénédictine anglaise (1216) ;
- Congrégation bénédictine hongroise (1514) ;
- Congrégation bénédictine de Suisse (1602) ;
- Congrégation bénédictine d'Autriche (1625) ;
- Congrégation bénédictine de Bavière (1684) ;
- Congrégation bénédictine du Brésil (1827) ;
- Congrégation de Solesmes (1837) ;
- Congrégation américano-cassinaise (1855) ;
- Congrégation de Subiaco (it) (1827 ; unie à la congrégation du Mont-Cassin (it) en 2013, pour former celle de Subiaco Mont-Cassin) ;
- Congrégation de Beuron (1873) ;
- Congrégation helvéto-américaine (1881) ;
- Congrégation ottilienne (ou Missionnaires bénédictins) (1884) ;
- Congrégation de l'Annonciation (1920) ;
- Congrégation slave (1945, suspendue par le Saint-Siège en 1969) ;
- Congrégation bénédictine néerlandaise (1969) ;
- Congrégation camaldule (980) ;
- Congrégation vallombrosienne (1036) ;
- Congrégation sylvestrine (1231) ;
- Congrégation olivétaine (1319) ;
- Congrégation de Cono-Sur (1966) ;
- Congrégation Notre-Dame d'Espérance (associée en 1990).

## Liste des abbés-primats
- Hildebrand de Hemptinne (1849-1913), congrégation de Beuron, 1893-1913 ;
- Fidelis von Stotzingen (1871-1947), congrégation de Beuron, 1913-1947 ;
- Bernard Kälin (en) (1887-1962), congrégation bénédictine de Suisse, 1947-1962 ;
- Benno Gut (1897-1970), congrégation bénédictine de Suisse, 1959-1967 ;
- Rembert Weakland (né en 1927), congrégation américano-cassinaise, 1967-1977 ;
- Viktor Dammertz (1929-2020), congrégation ottilienne, 1977-1992 ;
- Jerome Theisen (en) (1930-1995), congrégation américano-cassinaise, 1992-1995 ;
- Marcel Rooney (en) (né en 1937), congrégation helvéto-américaine, 1996-2000 ;
- Notker Wolf (né en 1940), congrégation ottilienne, 2000-2016[5] ;
- Gregory Polan (né en 1950), congrégation helvéto-américaine, 2016-2024[5] ;
- Jeremias Schröder (né en 1964), congrégation ottilienne, depuis 2024[6].